# اورژاگیماخی
اورژاگیماخی (به لاتین: Urzhagimakhi) یک منطقهٔ مسکونی در روسیه است که در شهرستان آگولسکی واقع شده‌است.